# Fara ve Vidžíně
Fara Vidžín je barokní fara ve vesnici Vidžín č.p. 8 v části města Úterý v okrese Plzeň-sever. Od roku 1958 je chráněna jako kulturní památka České republiky.
Faru nechali postavit opaté z kláštera v Teplé v roce 1753. Areál fary, který byl uzavřen zdí a bránou, tvoří ještě budova bývalé konírny a stodola. Tyto stavby, ale již nejsou od roku 1982 památkově chráněny.